# Palazzo Niccolini

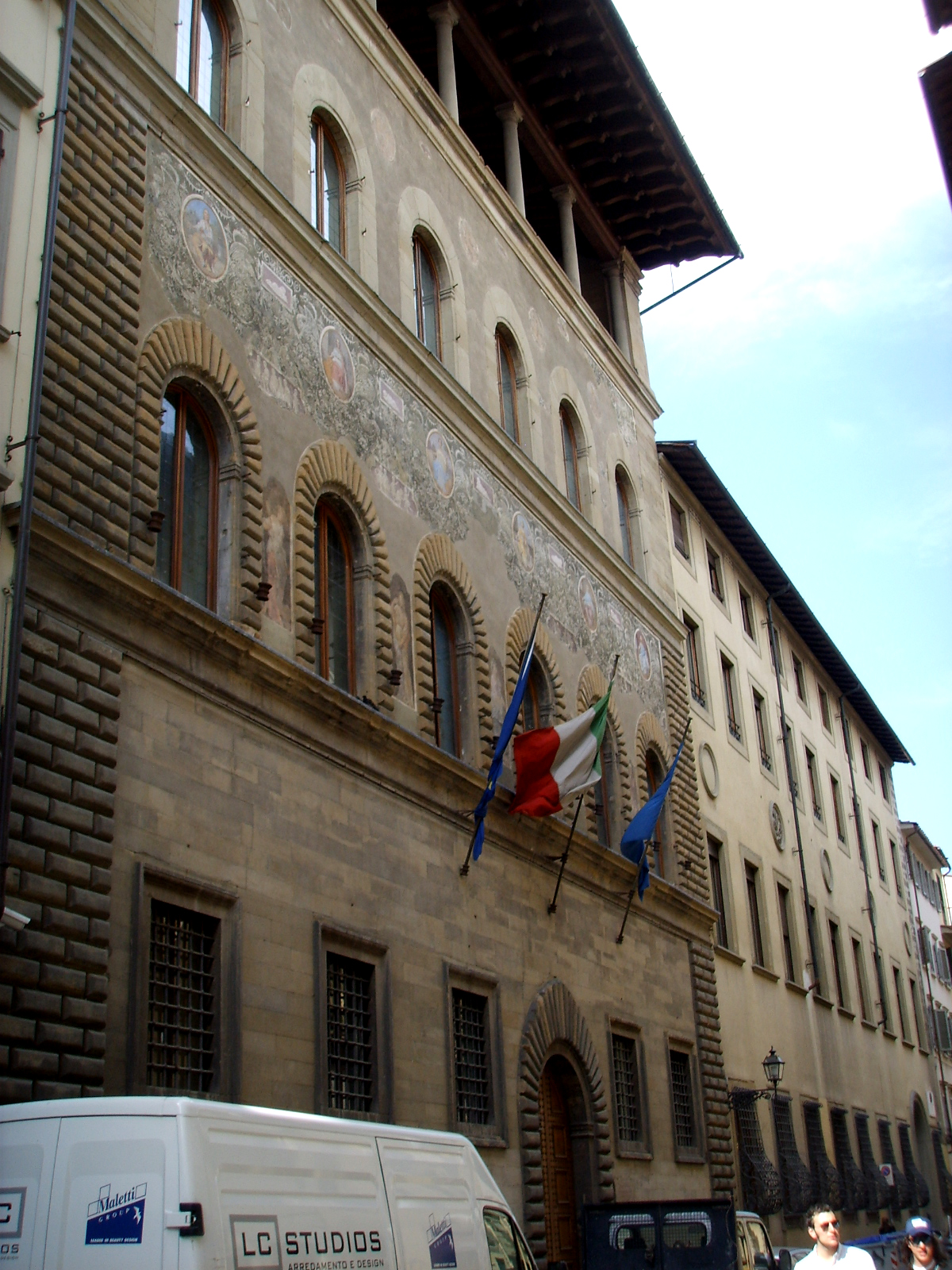
Fachada do Palazzo Niccolini.

O Palazzo Niccolini é um palácio renascentista de Florença, situado na Via dei Servi, nº 15. 

## História
As casas presentes na zona onde se viria a erguer o Palazzo Niccolini pertenciam à família Ciaini, a qual enriqueceu no século XIV, embora não nas proporções das grandes famílias patrícias florentinas, graças à habilidade económica de Bastiano Ciaini, de início comerciante, mais tarde associado do "Banco dei Ginori", e finalmente possuidor dum banco próprio, não famoso mas com um notável volume de negócios. Entre 1542 e 1548, Bastiano mandou construir o seu próprio palácio a Domenico di Baccio d'Agnolo, mas pôde gozar-se pouco desta habitação, pois morreu logo após a sua conclusão. Bastiano tinha doze filhas e nenhum filhos varão, pelo que a sua fortuna se fragmentou, pulverizando-se. Mais de vinte anos depois, em 1575, os seus descendentes tiveram que vender o palácio de família a Giovanni Niccolini, o qual entregou uma boa cifra em troca de prestigiosa construção.
Niccolini encarregou o arquitecto Giovanni Antonio Dosio de renovar o palácio, tendo este criado um espaçoso balcão coberto de frente para o jardim. Em 1609, foram feitas outras obras de ampliação e o palácio foi enriquecido com uma galeria para quadros e com afrescos de Baldassarre Franceschini, chamado de Volterrano, e de outros pintores. Uma sala foi adaptada para hospedar a colecção numismática. O filho de Giovanni Niccolini conseguiu, inclusivamente, obter um título de nobreza, o de Marquês de Ponsacco e Camugliano.
Em 1824, o palácio foi adquirido pelo conde russo Demetrio Bouturlin, o qual, em 1851, mandou decorar a fachada com grafismos dos pintores Sarti e Bandinelli . Dividido em apartamentos e degradado, o palácio foi vendido novamente em 1918. No século XX hospedou a sede do florentina do Partido Nacional Fascista, antes de se tornar num bem do domínio público depois da Segunda Guerra Mundial.
O palácio foi restaurado na década de 1990 e pertence, actualmente, ao Estado, o qual mantém ali alguns gabinetes.

## Imagens da fachada do Palazzo Niccolini

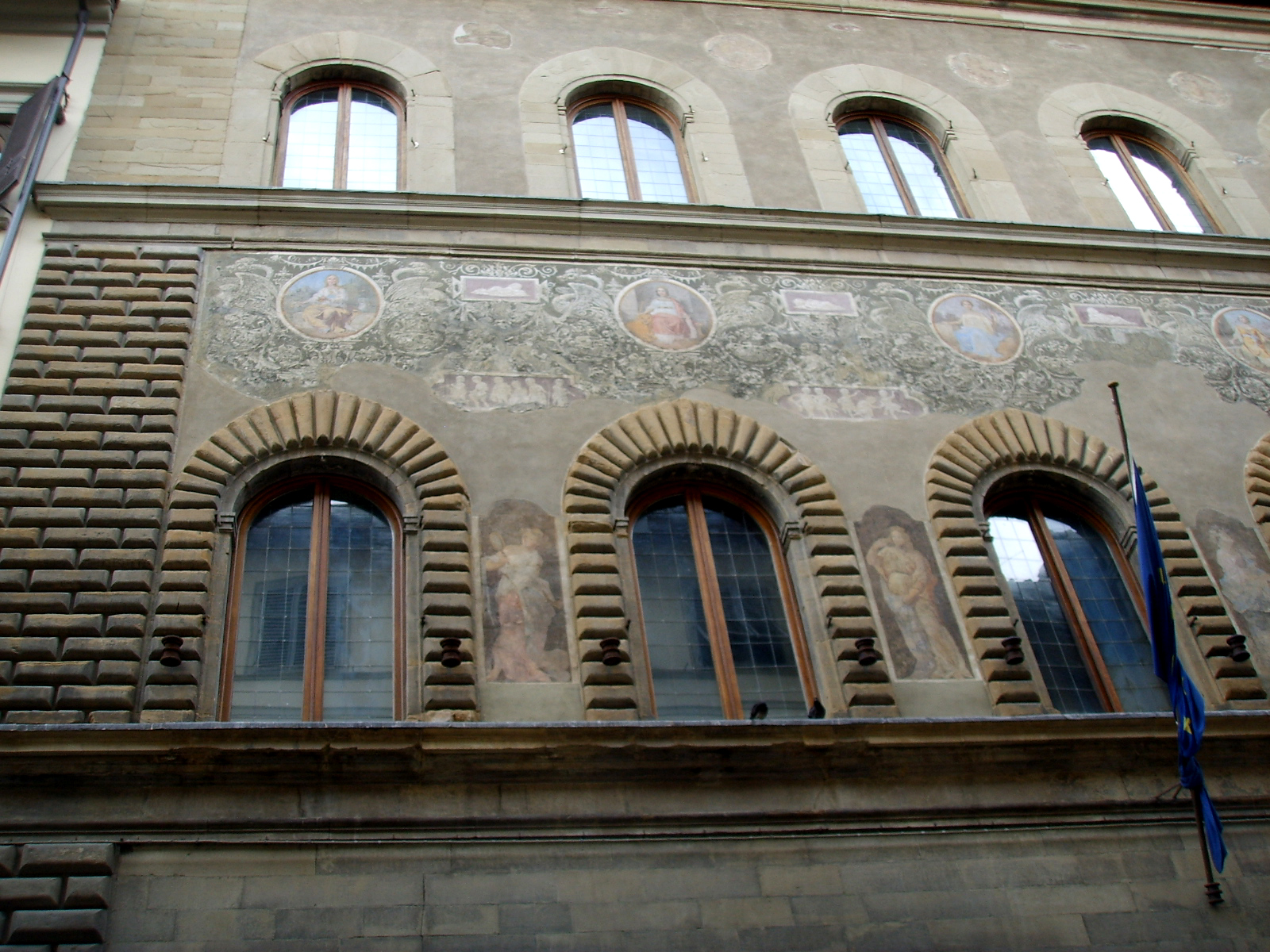
Detalhe dos grafismnos sobre a fachada
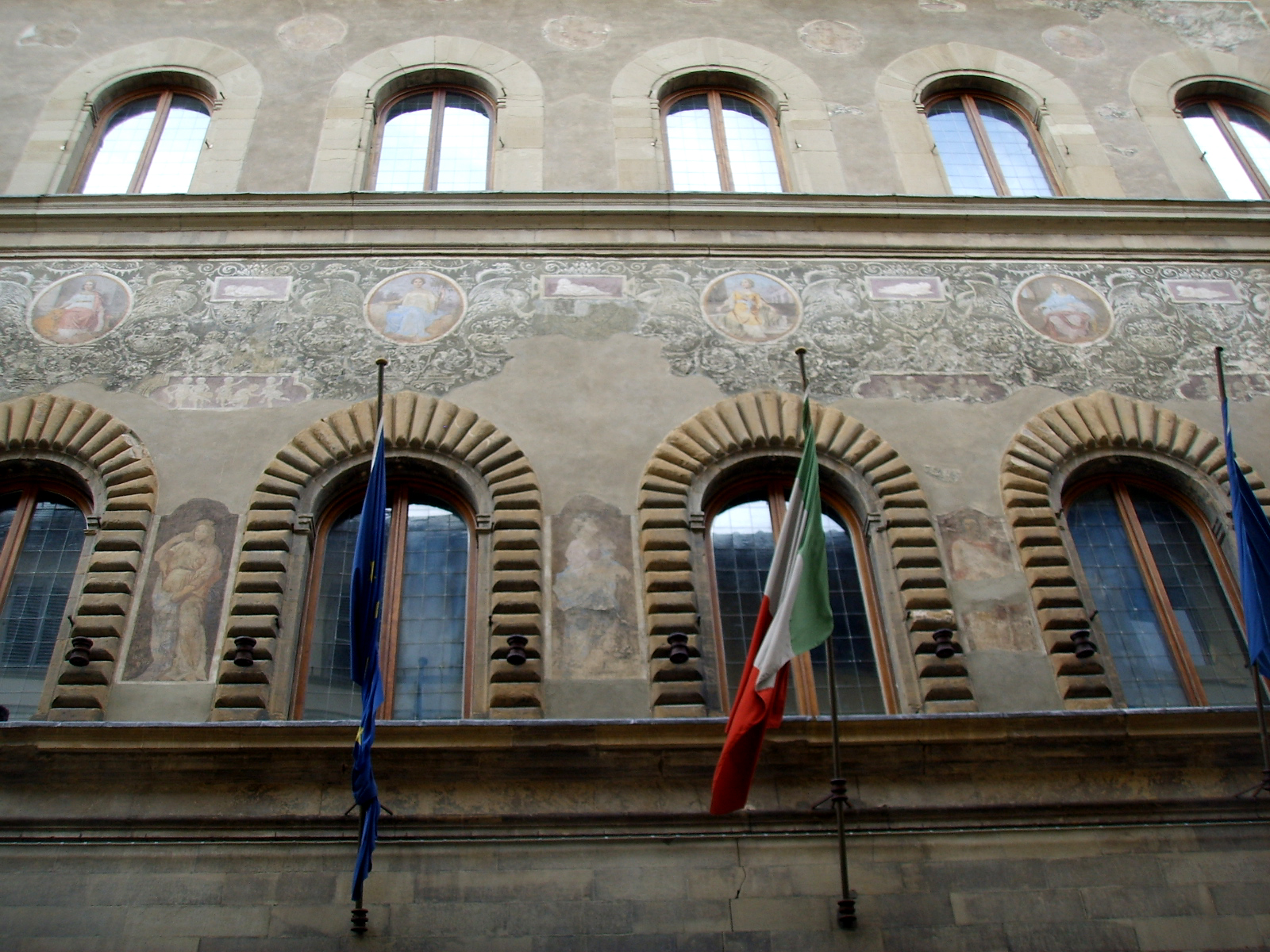
Detalhe dos grafismnos sobre a fachada
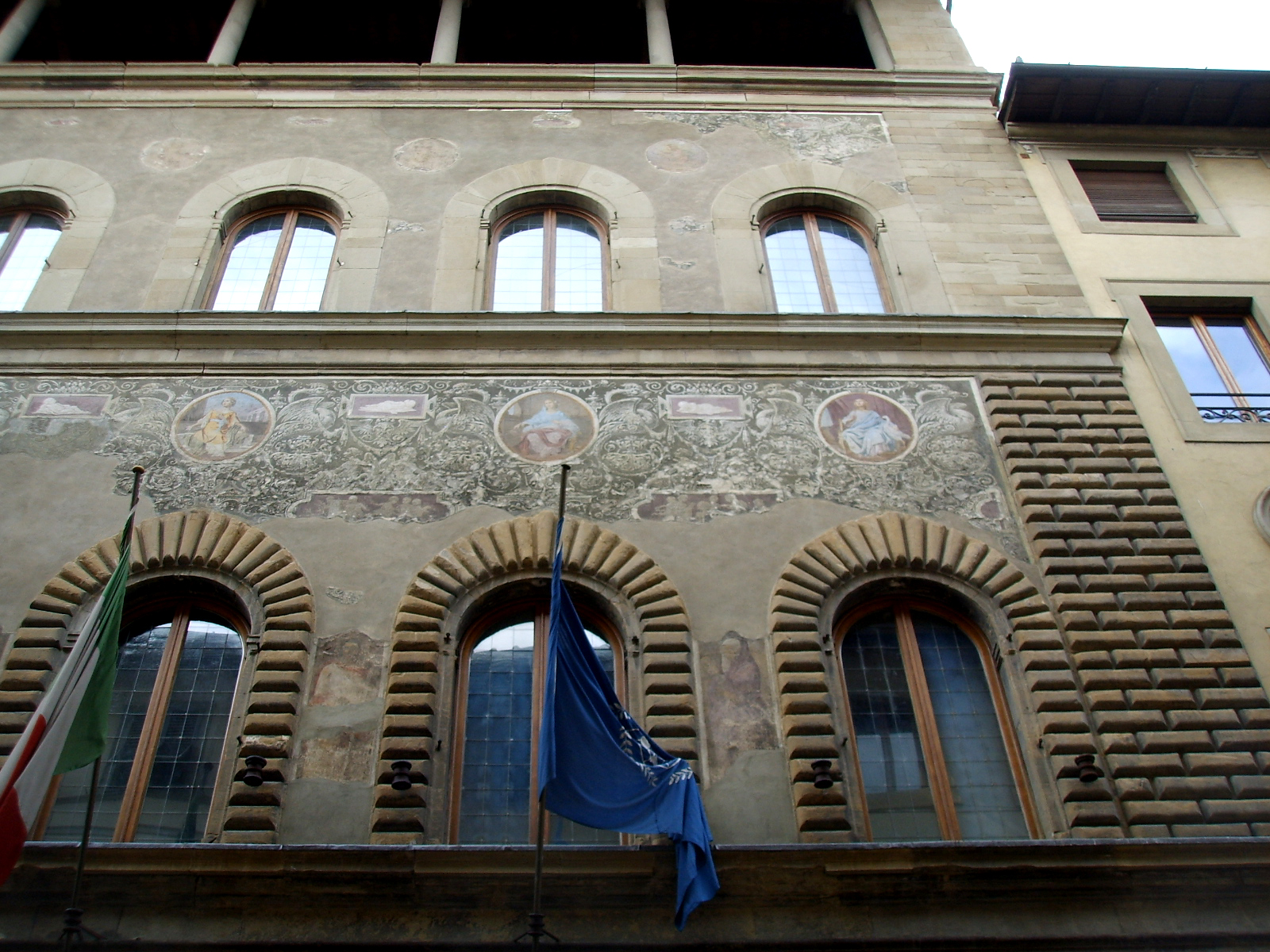
Detalhe dos grafismnos sobre a fachada

## Nota
1. ↑  Francesco Lumachi, Firenze, nuova guida illustrata, storica-artistica-anedottica della città e dintorni, Firenze, Società Editrice Fiorentina, 1929.